# Gordon Hunter
Gordon Hunter (ur. 1949, zm. 14 marca 2002 w Auckland) – nowozelandzki zawodnik i trener rugby union.

## Kariera trenerska
Występował w barwach Otago, zanim wypadek w warsztacie pozbawił go lewego oka. Po wypadku zaczął trenować zespół Otago, doprowadził drużynę do trzech finałów rozgrywek NPC w latach 1992, 1993 oraz 1995.
Był pierwszym trenerem Highlanders w ich debiutanckim sezonie w Super 12 w roku 1996.
W latach 1996–1997 był asystentem trenera reprezentacji Nowej Zelandii, Johna Harta.
W roku 2000 został mianowany trenerem Blues, następnie przedłużono mu kontrakt na rok 2001, jednak pogarszający się stan zdrowia zmusił go do rezygnacji.

## Życie prywatne
Przez 23 lata pracował jako detektyw w Dunedin, przeszedł na wcześniejszą emeryturę, aby móc poświęcić się karierze trenerskiej.
Zmarł w wieku 52 lat po kilkuletniej walce z rakiem.
Po jego śmierci obydwie drużyny, które trenował – czyli Highlanders oraz Blues – ustanowiły Gordon Hunter Memorial Trophy, przechodnie trofeum przyznawane zwycięzcy pojedynku pomiędzy tymi dwiema ekipami.